# WPP Group
WPP Group is een Brits multinationaal advertentie- en pr-bedrijf met het hoofdkantoor in Londen. 

## Activiteiten
WPP bezit een aantal netwerken voor publiciteit,  media, public relations en marktonderzoek. De activiteiten zijn verdeeld over zes grote onderdelen: VML, Ogilvy, AKQA, Hogart, GroupM en Burson. Deze laatste is in juni 2024 ontstaan na de fusie van BCW en Hill & Knowlton. In januari 2024 zijn VMLY&R en Wunderman Thompson opgegaan in VML.
Reclame is veruit de belangrijkste activiteit en had in 2024 een omzetaandeel van iets meer dan 80%.  Veel grote bedrijven zijn klant bij WPP en de top tien klanten hebben een omzetaandeel van 20% in 2024. WPP is actief in 100 landen, de Verenigde Staten is met een omzetaandeel van bijna 40% de grootste markt gevolgd door het Verenigd Koninkrijk met 15% in 2024.
Het is een arbeidsintensieve activiteit en er werken ruim 100.000 mensen. Het personeel is met een aandeel van 60% de grootste kostenpost. De brede inzet van kunstmatige intelligentie, WPP Open, zal de afhankelijkheid van de medewerkers doen afnemen.
Samen met Publicis Groupe, Interpublic Group en Omnicom Group staat het in de top vier van ’s werelds grootste kantoren. WPP heeft een primaire beursnotering aan de London Stock Exchange en een secundaire notering op NASDAQ. In 2024 was WPP nog het grootste reclamebedrijf ter wereld, maar na de fusie van Onmicom en Interpublic Group zal het naar de tweede plaats zakken.

## Geschiedenis
Het bedrijf werd in 1971 opgericht als Wire and Plastic Products om manden te produceren. In 1985 kochten Martin Sorrell en Preston Rabl een meerderheidsbelang, ze waren op zoek naar een beursgenoteerd bedrijf waarmee ze een marketingbedrijf konden beginnen.
Sorrell was jarenlang directeur en gezicht van WPP. Hij bouwde het bedrijf uit tot ’s werelds grootste reclamebureau door overnames van onder meer J. Walter Thomson (eigenaar van Hill & Knowlton en Young & Rubicam) in 1987 en Ogilvy & Mather in 1989. In mei 2000 nam WPP het Amerikaanse Young & Rubicam Group over voor £ 3,4 miljard, wat destijds de grootste overname ooit in de reclamesector was. Na deze koop was WPP het grootste reclamebedrijf ter wereld, gemeten naar omzet, en liet het Omnicom Group en Interpublic achter zich.
In 2013 sloot WPP een deal met Twitter om onderzoek te doen naar consumenten en inzichten te vergaren over merken.
Op 14 april 2018 vertrok Sorell bij WPP, hij had er 33 jaar gewerkt. Hij was onderwerp van een intern onderzoek wegens bestuurlijk wangedrag. Zijn opvolger was Mark Read, hij was van september 2018 tot september 2025 de CEO van WWP.

## Nederland
Met de overname van Greenhouse Group uit Eindhoven in 2015, kreeg WPP de bureaus Blue Mango Interactive, Fresh Fruit Digital, SourceRepublic, Lemon PI en We Are Blossom in haar portfolio. Vanaf 2023 opereert Greenhouse Group onder de naam GroupM nexus. In Nederland werken ruim dertig reclamebureaus onder de hoede van WPP, waaronder Y&R Amsterdam en het Nederlandse reclamebureau Mindshare dat eerder al werd overgenomen van Ton Schoonderbeek, verdeeld over drie WPP campussen in Amsterdam, Eindhoven en Sittard. In Amsterdam namen zij eind 2018 hun intrek in het Amsteldok. In Eindhoven centrum bekleed WPP het merendeel van De Admirant. De omzet van de bedrijven in Nederland was € 270 miljoen in 2016.
Aberdeen Asset Management · Admiral Group · Aggreko · AMEC · Anglo American · Antofagasta · ARM Holdings · Associated British Foods · AstraZeneca · Aviva · Babcock International · BAE Systems · Barclays · BG Group · BHP Billiton · BP · British American Tobacco · British Land Company · Sky · BT Group · Bunzl · Burberry · Capita Group · Carnival · Centrica · Compass Group · CRH · Croda International · Diageo · easyJet · Eurasian Natural Resources Corporation · Experian · Fresnillo · G4S · GKN · GlaxoSmithKline · Glencore · Hammerson · Hargreaves Lansdown · HSBC · IMI · Imperial Brands · International Airlines Group · InterContinental Hotels Group · Intertek Group · ITV · Johnson Matthey · Kingfisher · Land Securities Group · Legal & General · Lloyds Banking Group · London Stock Exchange Group · Marks & Spencer · Meggitt · Melrose · Wm Morrison Supermarkets · National Grid · Next · Old Mutual · Pearson · Persimmon · Petrofac · Prudential · Randgold Resources · Reckitt Benckiser · RELX · Resolution · Rexam · Rio Tinto Group · Rolls-Royce Group · Royal Bank of Scotland Group · RSA Insurance Group · SABMiller · Sage Group · J Sainsbury · Schroders · Scottish and Southern Energy · Serco Group · Severn Trent · Shell · Shire · Smith & Nephew · Smiths Group · Standard Chartered · Standard Life · Tate & Lyle · Tesco · Travis Perkins · TUI Travel · Tullow Oil · Unilever · United Utilities · Vedanta Resources · Vodafone · Weir Group · Whitbread · William Hill · Wolseley · Wood Group · WPP Group